# Et les mistrals gagnants
Pour les articles homonymes, voir Mistral gagnant.
Pour plus de détails, voir Fiche technique et Distribution.
Et les mistrals gagnants est un documentaire français réalisé par Anne-Dauphine Julliand en 2015, sorti en 2017.

## Synopsis
Ce film est un documentaire montrant à hauteur d'enfant (car filmé « caméra sous l’épaule ») des moments vécus par Ambre, Camille, Charles, Imad et Tugdual, des enfants de cinq ans et demi à neuf ans, malades depuis longtemps. Ils ont des pathologies différentes et résident dans cinq endroits de France différents. En portraits croisés, se découvre leur quotidien, avec leurs jeux, leurs joies, leurs rêves, les soins nécessités par leur pathologie. Faisant preuve d'une grande maturité et de lucidité face à leur maladie, ils vivent dans l’instant présent avec intensité, capables de passer sans transition du rire aux larmes, montrant que la maladie n'empêche pas d'être heureux.

## Fiche technique
- Titre : Et les mistrals gagnants
- Réalisation : Anne-Dauphine Julliand
- Photographie : Katell Djian, Isabelle Razavet, Laurent Brunet, Alexis Kavyrchine, Matthieu Fabbri
- Son : Quentin Romanet
- Montage : Lilian Corbeille, Matthieu Goasguen
- Musique : Rob
- Production : Edouard de Vesinne
  - Production associée : Alexia de Beauvoir, Géraldine Ohana
  - Production exécutive : Frédéric Bruneel
  - Postproduction : Laurent Canova
- Sociétés de production : Incognita film, TF1 droits audiovisuels (coproduction), Arte/Cofinova 11 (participation)
- Sociétés de distribution : Nour films
- Partenaire : Fonds pour les soins palliatifs
- Budget :
- Pays d'origine :  France
- Langue originale : français
- Format : couleur - son Dolby Digital
- Genre : documentaire
- Durée : 79 minutes
- Dates de sortie :
  - France : 1er février 2017

## Distribution
Il n'y a pas eu de casting, ce qui aurait été inefficace et indélicat. La réalisatrice a rencontré six enfants, dont un petit garçon que son état de santé ne permettait pas de filmer. Le documentaire présente les cinq autres, qui ont des parcours de soin qui font partie de leur quotidien depuis qu’ils sont petits :
- Ambre qui souffre d'hypertension artérielle pulmonaire et adore le théâtre.
- Camille, à la personnalité énergique et plein d'appétit de vivre malgré son neuroblastome
- Charles atteint d'une douloureuse épidermolyse bulleuse, filmé à l'Établissement de santé pour enfants et adolescents de la région nantaise avec Jason, son grand copain.
- Imad, qui a un situs inversus et une grave insuffisance rénale et doit, à terme, bénéficier d'une greffe de rein[n 1]
- Tugdual, atteint de neuroblastome, enfant réservé qui s'épanouit dans son jardin et joue du piano.

On les voit avec leurs parents, les équipes médicales qui s’occupent d'eux, le personnel pédagogique et Anne-Dauphine Julliand elle-même.

## Tournage
Les enfants ont été sélectionnés par des « associations prenant en charge des enfants malades, des réseaux de soignants de soins palliatifs, des équipes paramédicales ». Le tournage, commencé en juillet 2014, s'étale sur un an. Il dure une dizaine de jours en tout pour chaque enfant, par plages de deux à quatre jours, pas plus, chaque fois. Il n'est réalisé que par une seule caméra, afin qu'ils puissent savoir à tout moment comment ils sont filmés et ainsi de respecter leur pudeur. Le champ est laissé libre aux enfants, dont les réactions et les rythmes sont respectés.
C'est le premier documentaire d'Anne-Dauphine Julliand qui a perdu en 2007 sa première fille Thaïs, née le 29 février 2004 à cause d'une leucodystrophie métachromatique, une forme rare de maladie lysosomale. Son autre fille, Azylis, également porteuse de leucodystrophie meurt en février 2017.

## Production
Les 110 heures de rushes ont été réduits à 1h22 de film.  
Le titre du film fait référence à la chanson Mistral gagnant de Renaud.

## Accueil

### Accueil critique
La presse est en général très positive : « un bouleversant hymne à l'innocence » pour Le Figaro, « un documentaire hors du commun et bouleversant » pour L'Obs, « une lumineuse leçon de vie reçue d’enfants malades » pour La Croix. Télérama ne lui trouve qu'un défaut, sa musique « douceâtre et tire-larmes ».  
Seule note discordante, Le Monde où Isabelle Regnier regrette que, dans cette « apologie de la résilience, les singularités de ces jeunes se trouvent comme neutralisées par une forme de panel »
.